# Svetlana Romasjina
Svetlana Aleksejevna Romasjina (russisk: Светлана Алексеевна Ромашина ; født 21. september 1989 i Moskva) er en russisk synkronsvømmer.
Romasjina blev olympisk mester i synkronsvømning under sommer-OL 2008 i Beijing.
Fire år senere, under sommer-OL 2012 i London, vandt hun to olympiske guldmedaljer.
Hun vandt også guld under sommer-OL 2016 i Rio de Janeiro.
Under sommer-OL 2020 i Tokyo som blev arrangeret i 2021, vandt hun guld i både duet og hold.